# Мъглороден
„Мъглороден“ (на английски: Mistborn) е поредица от епични фентъзи романи, написани от американския писател Брандън Сандерсън и публикувани в САЩ от Tor Books. Първата трилогия, публикувана между 2006 и 2008 г., се състои от книгите „Последната империя“, „Кладенецът на възнесението“ и „Героят на времето“. Книгите от втората поредица са публикувани между 2011 и 2022 г. Те са: „Сплавта на закона“, „Отсенки от себе си“, „Оковите на скръбта“ и „Изгубеният метал“. Сандерсън също издава новела през 2016 г., с името „Мъглороден: тайна история“. Сандерсън планира да напише трета и четвърта серия.
Първата трилогия описва усилията на тайна група аломанти, които се опитват да свалят дистопична империя и да се установят в свят, покрит с пепел. Първата трилогия е с огромен успех. Този успех тласка Сандерсън да доразвие своята измислена вселена с име Космер, която включва също „Летописите на светлината на бурята“. Разположена около 300 години след края на първата трилогия, втората серия е за подвизите на Уаксилий Ладриан, „блюстител на дивия запад“, принуден да се премести в големия град, който започва разследване на отвличания и грабежи. Третата поредица ще се развива в ранната компютърна ера с технология от 80-те години на миналия век. Главният герой е планиран като жена от Терис, която е компютърен програмист и умее да разгаря метала Никросил; нейният брат също е планиран да бъде герой. Четвъртата серия е планирана да бъде космическа опера, поджанр на научната фантастика, който набляга на космическата война, с използване на мелодраматични, поемащи риск космически приключения.

## История на разработването
Първата идея на Сандерсън за „Мъглороден“ идва, докато чете поредицата за Хари Потър: той смята, че би било интересно да се развива историята в свят, в който „тъмният лорд“ триумфира, а „героят от пророчеството“ се проваля. Втората му идея, първоначално несвързана, е да разкаже история за обир във фантастична обстановка, идея, вдъхновена от филмовата поредица на Оушън. Идеята за мъглата идва, докато шофира през мъгла в Айдахо, която комбинира със спомените си, че веднъж е видял Вашингтонската национална катедрала осветена отвътре. Първоначално той разработва ферухимията и аломантията за отделни истории, преди да реши да ги обедини в една история.
Сандерсън започва работа по книгата „Последната империя“, докато се опитва да публикува своя по-ранен роман Елантрис. След като пише две ранни итерации на Мъглороден, той мести фокуса си върху друга своя поредица, „Летописите на светлината на бурята“, но избира да забави публикуването ѝ в полза на завършването на поредицата „Мъглороден“, за която смята, че ще послужи като по-добро продължение на „Елантрис“.

### Публикация и бъдеще
Първата трилогия, публикувана от Сандерсън, е първата в това, което той нарича „трилогия на трилогии“. Сандерсън планира да издаде множество трилогии, всички от които се развиват на измислената планета Скадриал, но в различни епохи: втората трилогия трябва да се развива в градска среда, включваща модерни технологии, а третата трилогия трябва да бъде научнофантастична поредица, развиваща се в далечно бъдеще. Тази структура обаче се променя с издаването на романа „Сплавта на закона“, който е начало на нова поредица хронологично намираща се между първата трилогия и планираната втора трилогия. След известно объркване, Сандерсън решава да посочи цялата поредица от гледна точка на четири ери, като Ера първа е първата трилогия, Ера втора е тетралогия, от които първа е „Сплавта на закона“, а Ера трета и Ера четвърта са другите планирани трилогии.

## Настройка
Поредицата основно се развива в регион на планета с име Скадриал. Събитията от Ера първа се развиват основно в Класическия Скадриал, по-специално в рамките на Последната империя, докато Ера втора и след това се развиват в Скадриал след събитие с име Катацендър.

### Праистория
Съхранение и Гибел са двата противоположни бога на света на Мъглороден, Скадриал. Те са описани като Отломъци на Адоналсиум и са фрагменти от силата на сътворението. Съхранение и Гибел се съгласяват на пакт, с първоначална ситуация на безизходица помежду си, като всеки от които осъзнава, че само заедно могат да създадат и постигнат отделните си цели, като същевременно знаят, че никога няма да получат пълно окончателно удовлетворение. Съхранение не можеше да поддържа нещата съвършени и непроменени, а Гибел не може да ги унищожи напълно. Гибел разрушава без злоба, но с намерение да сведе всичко до молекулярно ниво. Затворен от Съхранение в опит да попречи на Гибел да унищожи света, съзнанието на Гибел е хванато в капан от Кладенеца на Възнесението и държано почти безсилно. Оставащата сила на Гибел му позволява с малки сили да променя писмеността и спомените в мислоемите на ферухимиците, но не може да промени писмеността, вписана в метални или нормални спомени. Именно Съхранение иска да създаде живот на Скадриал, но се нуждае от помощта на Гибел, за да го направи. В замяна на помощта на Гибел, Съхранение обещава, че един ден на Гибел ще бъде позволено да унищожи всичко. Въпреки това, след като успяват да създадат света, Съхранение се отказа от сделката си и пожертва значителна част от силата си, за да създаде Кладенеца на Възнесението като затвор за Гибел, като по този начин предотвратява унищожаването на света.

### Античен Скадриал (Ера първа)
На античния Скадриал слънцето и небето са червени, растителността е кафява, а земята непрекъснато е покрита с падаща черна вулканична пепел. Всяка вечер земята се покрива с неестествена мъгла, известна като „мъглите“. Хиляда години преди началото на историята, владетелят на Последната империя, лорд Владетеля, получава достъп до божествена сила в „Кладенеца на Възнесението“, където се говори, че е победил неизвестната опасност, наречена „Дълбочина“. С тази сила той пренаправил света и всичко в него в състоянието му в началото на първите три книги. След това събитие той създава „Последната империя“, която ще управлява през следващите хиляда години.

#### Господства
В рамките на Последната империя господството е територия в рамките на империята на лорд владетеля.
Господствата са:
- Централно господство (седалище на Последната империя)
- Северно господство
- Западно господство
- Източно господство
- Южно господство
- Господство на полумесеца
- Господство на фермата
- Южни острови
- Дистанционно господство
- Господство на Терис

Основните градове в Последната империя са:
- Лутадел, столица на Централното господство и на цялата Последна империя; служи като сърце на властта на лорд Владетеля, както и мястото на неговия дворец, Кредик Шау. Преди лорд Владетеля да преустрои света, Лутадел е бил в планински район, известен като Терис. За да скрие истинското местоположение на Стария Терис и Кладенеца на Възнесението, лорд Владетеля мести планините другаде и вместо това нарича този регион „Терис“. Терис е прародината на хората от Терис. Това е планински регион, разположен на север от Северното господство.
- Урто е ключов кръстопътен град в Северното господство. Това е главното седалище на Къща Венчър, въпреки че семейството е базирано главно в Лутадел. По-късно попада под контрола на доминирано от Скаа правителство, ръководено от човек, наричащ себе си „Гражданина“. Урто е известен и със своите канали, които мистериозно са пресъхнали в някакъв момент в миналото. Играе ключова роля в третия роман.
- Фадрекс е важен кръстопътен град в Западното господство. Въпреки че на всички градове извън Лутадел е забранено да имат стени, Фадрекс има естествена скална формация, която го прави много защитим. Йомен, архипрелан, претендира за града след падането на лорд Владетеля точно поради тази причина.

#### Стоманено министерство
Стоманеното министерство е църквата и централното правителство на Последната империя, създадено от лорд Владетеля, за да управлява неговата империя и църква. Докато лорд Владетеля позволява на благородниците да контролират повечето аспекти на империята, като например производството на ресурси, той използва Стоманеното министерство, за да контролира благородниците. Стоманеното министерство има две групи хора, които се използват за контролиране на различни аспекти на обществото; Стоманени инквизитори и архипрелани. Всички архипрелани са били бивши благородници, обикновено аломанти и са обучени в изкуството на бюрокрацията и ученията на Стоманеното министерство. Белязани са с татуировки, които украсяват лицето и тялото им; колкото по-татуиран е архипреланът, толкова по-висок е неговият ранг. Те служат като свидетели за всеки възможен правен договор (напр. бизнес сделки и бракове), което означава, че те са запознати с всички събития сред благородниците. Това дава на лорд Владетеля голям контрол над благородството, тъй като всеки договор, който не е засвидетелстван от някой от неговите архипрелани, не се сключва официално.
Стоманеното министерство е организирано в четири подсекции, наречени „кантони“.
- Кантон на финансите: Ръководи финансовите операции на Последната империя
- Кантон на ресурсите: Управлява търговията, транспорта и данъците в рамките на Последната империя
- Кантон на Инквизицията: Управлява правоприлагането в рамките на Последната империя; управляван от Стоманените Инквизитори
- Кантон на Православието: Организира и ръководи Стоманеното министерство, особено религиозния му аспект

#### Благородството и Скаа
Благородството са потомци на ранните поддръжници на лорд владетеля. Лорд Владетеля им дава дара да владеят аломантията в ранните години на управлението си поради подкрепата им за него. Аломантичната сила се е предавала през поколенията, но техните аломантични дарби са отслабнали с годините. Мъгливите имат само една от многото аломантични сили, докато Мъглородните имат всички сили. Първоначално е имало малко Мъгливи, но сега те далеч превъзхождат Мъглородните. Аломантичността е основната причина кръстосването на благородници и скаа да бъде обявено за незаконно от лорд Владетеля. Лорд Владетелят има повече контрол над благородниците, така че не иска скаа да притежават аломантични сили.
По време на управлението на лорд Владетеля, скаа са потиснати роби, третирани брутално. Докато благородниците надзирават скаа работниците, всички скаа принадлежат на лорд Владетеля и са заемани на благородниците за работа. През вековете е имало множество бунтове на скаа, но никой от тях не се е доближавал до успех. Всички скаа аломанти имат благородна кръв.
Преди Възнесението на лорд Владетеля оръжейната технология е напреднала до изобретяването на барута. В началото на управлението си лорд Владетеля съзнателно премълчава знанията за барута и повечето други постижения. Това е направено, за да се предотврати технологията да подкопае военната му сила и да бъде използвана срещу него в бунтове. Това оставя стрелците с лък като единствената военна опция за далечни разстояния и остави бунтовете на скаа в неизгодно положение, тъй като стрелците изискват значително обучение. Единственият голям напредък от началото на управлението на лорд Владетеля е изобретяването на консервирана храна.

#### Хемалургични конструкции
Когато лорд Владетеля се изкачва при Кладенеца на Възнесението, той създава три уникални вида. Всеки от тях е създаден с помощта на хемалургия, въпреки че броят на необходимите шипове е различен за всеки.
Кандра са високо интелигентни форми на живот без отчетлива форма, физически наподобяващи мускулни петна в естествената им форма. Те обаче са способни да променят формата на телата си. Основната функция на кандра е да са шпиони, поради забележителната им способност да имитират всяко същество. Те могат да консумират трупове или кости на мъртви същества, като запомнят и възпроизвеждат перфектно физическите им черти. Първото поколение на кандра е станали такива чрез лорд Владетеля, Териски Светоносци отпреди Възнесението, сектата на духовните водачи и Ферухимиците. Всички кандра, създадени след Първото поколение, са направени от Мъгливи духове, като избрано количество се създава на всеки сто години. Мъгливите духове, наречени Неродени от кандра, са безсмислени, хранещи се с мърша и със способността да добавят костите на същества, които консумират, към собствените си форми. Въпреки това Мъгливите духове са сравнително безвредни.
Колосите са жестоки същества, които убиват със свръхчовешка сила и са създадени с помощта на хемалургия. Те растат до максимална височина от около 13 фута, в който момент сърцата им не могат да издържат обема им и те умират. Те имат само две емоционални състояния: скука и ярост.
Инквизиторите са създания на Гибелта; техните сили се придобиват чрез хемалургия. Инквизитор се създава, когато няколко хемалургични шипа се забият през ферухимик или аломант в тялото на човек, обикновено аломант или съществуващ инквизитор. Повечето инквизитори са Мъгливи със силата на аломантията, наречена „търсач“, което означава, че могат да изгарят метал, за да видят дали има други аломанти наблизо.

### Скадриал след Катацендъра
Терминът „Двуроден“ не е въведен до четвъртата книга. Двуроден е човек с една аломантична сила и една ферухимична сила. Няма връзка между аломантичните и ферухимичните метали на Двуроден и повечето от тях имат различни. Двуроден, който има еднакви аломантични и ферухимични афинитети, значително подобрява и двете, дори ако самите способности не са свързани. Освен това позволява комбиниране, при което аломант изгаря мислоем, което осигурява значително по-голям ферухимичен ефект от заряда на мислоема.
Църквата на оцелелия се покланя на Келсайър, който служи като неин първи мъченик. Вин, наследничката на Оцелелия и „ученикът“ на Келсайър, също е почитана. Келсайър създава Църквата като средство за разпространение на надежда за свобода и равенство сред скаа, така че те най-накрая да се разбунтуват. В поредицата има редица други религии, повечето от които се изучават само за исторически и философски цели.

## Магия
В Скадриал, светът, в който се развива „Мъглороден“, магията е изобразена като свръхестествена сила, впрегната от три различни дисциплини: Аломантия, Ферохимия и Хемалургия. И трите магически системи са базирани на метали, които се използват от инвестирания индивид, за да му дадат специфични способности. Тяхната сила произхожда от Отломъците, Съхранение и Гибел, двете богоподобни същества, които присъстват в света на „Мъглороден“. Тази сила по-късно се слива, за да стане Хармония.

### Аломантия
В серията „Мъглороден“ Аломантията е предимно генетична способност, която позволява на човек да метаболизира („Изгаря“) метали, погълнати от Аломант, за магически сили, които могат да подобрят физическите и умствените способности. Има 16 метала, които такива Аломанти могат да използват, като всеки метал дава специфична способност. В допълнение към тях има два измислени метала, Атиум и Леразиум, които са солидно проявление на силите съответно на Гибел и Съхранение. Човек, който е в състояние да изгори само един от аломантичните метали, е известен като Мъглив. Всеки, който е естествено способен да гори всички метали, се нарича Мъглороден. В първата трилогия съществуват само Мъгливи и Мъглородни, въпреки че във втората серия кръстосването причинява нов феномен на хора с една аломантична и една ферухимична способност, наречен Двуроден.

#### Произход на аломантията
В „Кладенецът на възнесението“ и в „Героят на времето“ се разкрива, че Аломантията произхожда от силата на Съхранение. Има три източника (или произхода) на аломантичните способности в света на „Мъглороден“:
- Късче от Лезариум: Изгарянето на измисления от автора метал с име Лезариум, който е твърдата форма на силата на Съхранение, превръща човек в Мъглороден. Това е начинът, по който лорд Владетеля „създава“ аломантичните кръвни линии сред благородниците на Последната империя.
- Пробуждане на сили: Мъглите, газообразната форма на силата на Съхранение, които се появяват в света на „Мъглороден“, когато силата се върне към Кладенеца на Възнесението, ще започнат бурно да активират („пробудят“) вродените аломантични способности в хората.
- Генетично потекло: Потомците на Аломанти също са имали аломантични способности, въпреки че са необходими физически страдания, за да ги събудят.[13]

#### Аломантични метали
Аломантичните метали се разпространени в четири групи от четири метала: физически, ментални, времеви и подобряващи. Всяка от тези четири групи има два основни метала и съответните им сплави, които от своя страна имат свързана способност, която противодейства или балансира основния метал. Всеки метал произвежда вътрешен или външен ефект.
В допълнение към основните аломантични метали има два измислени „божествени метала“: Атиум и Леразиум и техните сплави. Изгарянето на Леразиум или неговите сплави може да превърне обикновените хора съответно в Мъглородни или Мъгливи. Атиум позволява на аломантите да виждат в бъдещето. В „Последната империя“ се разкрива съществуването сплав от атиум, наречена Малатиум, която позволява на Аломант да погледне какъв би могъл да бъде друг човек, ако беше направил различен избор. Мъгливи, които могат да използват само атиум, се наричат ясновидци. В „Героят на времето“, ясновидецът Йомен изглежда вярва, че Атиум и Малатиум са сред стандартните аломантични метали – от които в началото на поредицата само десет са известни на нормалните Аломанти, включително атиум и злато, но не и малатиум или електрум: последнитр две са „открити“ по време на поредицата, заедно с алуминий и дуралуминий, като всички те са били известни преди това на лорд Владетеля, но са пазени в тайна.
По този начин, с тези четири открития, първоначалните десет и разкритата важност на числото шестнадесет, Йомен – и по-късно Сейзед, когато се издига и оставя след себе си последното си писмено послание – стигат до заключението, че тъй като вече има четиринадесет известни аломантични метала, следователно трябва да има още два, които са неизвестни (за които лорд Владетеля може също да е знаел, но не е разкрил знанието и със сигурност никой друг не знае). Докато в действителност, като атиум и малатиум не се броят сред шестнадесетте, всъщност има не два, а четири неизвестни метала (хром, никросил, кадмий и дуралуминий), които се появяват едва в по-късните книги. Леразиум също не е дадено име в първоначалната трилогия, нито се брои като аломантичен метал, въпреки че последното му известно късче се използва за превръщането на предишния „нормален“ Елънд Венчър в необичайно мощен Мъглороден.
| Физически    | Бутащи                                                     | Дърпащи                                            | Дърпащи                            | Бутащи                               | Психически |
| ------------ | ---------------------------------------------------------- | -------------------------------------------------- | ---------------------------------- | ------------------------------------ | ---------- |
| Външни       | Стомана Тласка близки метали                               | Желязо Притегля близки метали                      | Цинк Възбужда (разбунва) чувствата | Месинг Успокоява (потиска) чувствата | Външни     |
| Вътрешни     | Пютриум Подсилва физическите способности                   | Калай Подсилва сетивата                            | Мед Прикрива аломантични пулсации  | Бронз Разкрива аломантични пулсации  | Вътрешни   |
| Вътрешни     | Дуралуминий Подсилва следващия разпален метал              | Алуминий Разрушава всички аломантични запаси       | Злато Вижда в собственото минало   | Електрум Вижда собственото бъдеще    | Вътрешни   |
| Външни       | Никросил Подсилва аломантичното разгаряне на избраната цел | Хром Изчерпва аломантичните запас на избраната цел | Кадмий Забавя времето              | Хроносплав Забързва времето          | Външни     |
| Подобрява се | Бутането                                                   | Дърпането                                          | Дърпането                          | Бутането                             | Временно   |

#### Опасности и странични ефекти
Аломанти, които Разгарят метала си интензивно за продължителни периоди от време, могат да бъдат физиологично променени от постоянния приток на аломантична сила. Тези аломанти са известни като аломантични саванти. Те изпитват повишена способност и зависимост от какъвто и метал да горят по такъв начин. При повечето обстоятелства това се счита за вредно и се смята, че този процес е необратим без мощна външна намеса.

### Ферухимия
Ферухемията е генетична способност, открита сред хората от региона Терис. Човек, който може да използва само един ферухимичен метал, е известен като Феринг, докато тези, които могат да използват всички, се наричат Ферухимици.
Ферухимията включва използването на същите метали като Аломантия, но вместо да поглъщат металите, те могат да се носят или пренасят от Ферухимик. За разлика от Аломантията, самият метал не се консумира, а се използва за съхранение на собствените атрибути на Ферухимика. Ферухимиците наричат металите, които използват, мислоеми. Докато металът е в контакт с кожата и Ферухимикът е съхранил нещо в него, той може да бъде използван. Обикновено само Ферухимикът, който първоначално е съхранил атрибута, може да го използва.

#### Предистория на Ферухимията
По време на събитията, описани от Сандерсън в книгата „Последната империя“, лорд Владетеля преследва всеки и всички Ферухимици, които може да намери, и преди Падението обикновено се е вярвало, че Ферухимиците са били напълно унищожени. В книгата „Последната империя“ се разкрива, че не всички те са били убити и че малко след Падението, те са започнали да пътуват и да учат скаа на нещата, които трябва да знаят, за да живеят ефективно и да се развиват сами.

#### Ферухимични метали
Всички Аломантични метали могат да се използват за Ферухимия, но основната разлика между Аломантията и Ферухимията е начинът, по който се използват металите. Всичко, от което един Аломант се нуждае, за да придобие способност, е да изгори подходящия метал, но Ферухимикът трябва да прекарва известно време без какъвто и да е атрибут, който желае да съхранява. След това Ферухимикът може да се докосне до тези запаси в по-късен момент, превръщайки се в свръхчовешки мощен за кратко време.
| Физически |                                   |                                     |                                 |                              | Когнитивни |
| --------- | --------------------------------- | ----------------------------------- | ------------------------------- | ---------------------------- | ---------- |
|           | Желязо Съхранява физическа тежест | Стомана Съхранява физическа бързина | Цинк Съхранява мисловна бързина | Месинг Съхранява топлина     |            |
|           | Пютриум Съхранява физическа сила  | Калай Съхранява сетивност           | Мед Съхранява памет             | Бронз Съхранява бодрост      |            |
|           | Хром Съхранява късмет             | Никросил Съхранява Дарби (Вложение) | Кадмий Съхранява дъх            | Хроносплав Съхранява енергия |            |
|           | Алуминий Съхранява самоличност    | Дуралуминий Съхранява връзка        | Злато Съхранява здраве          | Електрум Съхранява решимост  |            |
| Духовни   |                                   |                                     |                                 |                              | Хибридни   |

#### Двуродни
В „Сплавта на закона“ се разкрива, че смесването на Аломантични и Ферухимични кръвни линии е довело до създаването на Двуродни: хора, които имат една Аломантична и Ферухимична способност.
Двуродните също имат мистериозен допълнителен „ефект“, който им дава сили, малко надхвърлящи сумата от техните стандартни Ферухимични и Аломантични сили.

### Хемалургия
Хемалургията е третото метално изкуство в поредицата „Мъглороден“ и се основава на силите на Гибел (балансиращ силата на Съхранение; и изобразен като зло). Позволява прехвърлянето на аломантични и ферухимични сили от един човек на друг, макар и с нетна загуба на сила. То е най-малко познатото сред трите изкуства.
За да се използва Хемалургия, метален шип трябва да бъде пробит през определена точка в тялото на донора на енергия. След това шипът се отстранява и се поставя в точка в тялото на друг човек, за да получи силата. Шипът трябва да бъде изложен на течащата кръв на донора, за да работи (оттук и представката хема-, което означава кръв).
Най-важният фактор при определяне каква мощност се прехвърля е видът на използвания метал, като специфичните точки, избрани за донора и реципиента, също оказват влияние. Най-често срещаният метод е да се прободе хемалургичния шип в сърцето на донора, като се продължи незабавно през тялото му до това на реципиента, тъй като колкото по-дълго шипът е оставен извън тялото, толкова повече сила губи.
Пробождането на критични органи на приемника, като тяхното сърце или мозък, не ги убива непременно. Въпреки това наличието на хемалургично усилване го прави податлив на външно влияние. Хемалургичните творения, като колоса и кандрата, както и стоманените инквизитори, могат да бъдат контролирани от достатъчно мощен емоционален аломант.
По време на Последната империя шиповете на стоманените инквизитори са били използвани от лорд Владетеля, за да придобие власт над тях и да ги ръководи както реши.

## Други произведения, развиващи се на Скадриал
Сандерсън публикува новелата „Мъглороден: тайна история“ на 26 януари 2016 г., в която действието се развива по време на първата трилогия.